# Matkó László
Matkó László (Debrecen, 1922. január 8. – Budapest, 1955. június 5.) orvos, patológus, onkológus, egyetemi adjunktus.

## Élete
Matkó Ferenc és Törös Erzsébet fiaként született debreceni református családban. Középiskolai tanulmányait a Debreceni Református Kollégium Gimnáziumában végezte (1931–1939). A debreceni Tisza István Tudományegyetemen 1944-ben avatták orvosdoktorrá. 1943 és 1953 között a debreceni egyetem Kórbonctani Intézetének munkatársa volt. 1944 októberében megbízták az intézet ideiglenes vezetésével. Az 1944/1945-ös tanévben kórbonctani és kórszövettani előadásokat tartott. 1945 áprilisa és 1946 augusztusa között honvédorvosként teljesített szolgálatot. 1946-tól a Szegedi Tudományegyetem Kórbonctani Intézetében, majd a Debreceni Tudományegyetem Kórbonctani Intézetében dolgozott, 1948-tól 1953-ig egyetemi adjunktusként. 1953 és 1955 között a Budapesti László Kórház proszektúrájának főorvosa volt.
Rákkutatással és a leukémia kórtanával foglalkozott.
Halálát heveny fehérvérűség okozta.
A budapesti Farkasréti temetőben helyezték nyugalomra.

### Családja
1949. július 30-án Debrecenben házasságot kötött Tamás Emília Évával (1921–?), Tamás József és Lampert Emma lányával.

## Főbb művei
- Csontvelő és anaphylaxia. Filipp Gézával, Bán Andrással. (Magyar Orvosi Archívum, 1948)
- Változások kutyák szívén anaphylaxiás shockban. Máté Konráddal, Filipp Gézával. Budapest, 1950
- A phlyctaénás szemgyulladás gümőkóros vonatkozásairól. Gát Lászlóval, Mándi Lászlóval. Budapest, 1952
- A kötőszövet állományának pathologiája. Budapest, 1954